# 前川佐美雄
前川 佐美雄（まえかわ さみお、1903年2月5日 - 1990年7月15日）は、昭和期の歌人。妻の前川緑、長男の前川佐重郎も歌人。五味康祐夫人千鶴子は妻の妹。

## 来歴
奈良県南葛城郡忍海村（現葛城市忍海）の素封家の長男として生まれる。父は佐兵衛、母は久菊。祖父佐重良は一族の長老として分家にも采配を振るっていた。
小学校六年で初めて短歌を作り、14歳で奈良の儒者越智黄華の漢学塾に学ぶ。1921年、下淵農林学校卒業。同年竹柏会「心の花」入会、佐佐木信綱に師事する。1922年に上京して東洋大学専門部倫理学東洋文学科に入学。木下利玄、石槫茂（後の五島茂）ら「心の花」の精鋭が集まる「曙会」にも参加し、「心の花」の新鋭として注目を浴び始める。二科展で古賀春江の「埋葬」を見たことをきっかけに新興芸術に関心を持ち始める。
1925年、東洋大学を卒業して帰郷。大阪八尾の小学校の代用教員となるが、堀口大學の訳詩集『月下の一群』でアポリネールやコクトーに出会ったことで勉学の必要を痛感し、3ヶ月で辞職。1926年から親族が次々と没落し、父が借財の連帯保証人となっていたことで実家も傾く。9月に文学を志して再上京し「心の花」の編集・選歌に関わる。石槫茂の影響でマルクス主義に共鳴し、アララギの写生歌を批判。その一方でシュールレアリスムなど芸術の新潮流に関心を強める。
1927年、土屋文明と論争し、大熊信行の「まるめら」に参加。1928年、石槫茂、坪野哲久、筏井嘉一らと新興歌人連盟の結成に参加。しかし機関誌「短歌革命」の刊行時期をめぐって内部対立が起き、同年12月に新興歌人連盟は解散。1929年、石槫茂らと「尖端」を創刊し、「短歌戦線」「まるめら」などと協力して『プロレタリア短歌集』を出版するが、発禁に遭う。同年9月にプロレタリア歌人同盟の結成に加わり、機関誌「短歌前衛」等に出詠した。しかしこの年をもって、佐美雄のプロレタリア志向は終了する。
1930年、第一歌集『植物祭』刊行。ダダイスム的・超現実主義的な歌が歌壇に衝撃を与え、モダニズム短歌の旗手と評価されるようになる。この頃の作品には口語的表現も多数見受けられる。翌年、石川信夫、斎藤史、木俣修らと「短歌作品」創刊。「短歌作品」同人らとともに「詩と散文」「フォルム」「パイプ」にも参加した。
1932年に父佐兵衛が没し、翌年2月に奈良に帰住。「短歌作品」を改題して「カメレオン」を創刊し、「カメレオン」同人から分派する形で1934年6月に歌誌「日本歌人」創刊。同誌からは塚本邦雄、前登志夫、山中智恵子、島津忠夫、大西巨人といった俊才が輩出された。1939年から保田與重郎、亀井勝一郎、芳賀檀ら日本浪漫派との交流を深め、また棟方志功、岡本太郎とも交流を持った。新古典主義の主張を鮮明にするようになり、この時期に代表作が多く作られた。
1940年、伝説的な合同歌集「新風十人」に参加。1941年に当局の弾圧により「日本歌人」を廃刊する。1945年に妻子を杉原一司の生家のある鳥取県八頭郡丹比村（現：八頭町）に疎開させる。以後、戦中戦後にかけて奈良と鳥取をたびたび往復する。終戦後の1946年、「オレンヂ」を創刊。当時の弟子には大西民子がいる。1950年、「オレンヂ」の改題という形で「日本歌人」を復刊する。
日華事変の時点では事変歌を詠まないことを批判されていた佐美雄だが、太平洋戦争中は歌集『日本し美し』『金剛』にて積極的に戦争賛歌を発表していたことから、戦後は戦争責任を激しく糾弾される。しかし、塚本邦雄や岡井隆らの前衛短歌運動の中で再評価の機運が高まった。1954年から1988年まで朝日歌壇の選者をつとめた。
1970年、奈良を離れて神奈川県茅ヶ崎市に転居。1971年『白木黒木』を刊行し、翌年第6回迢空賞を受賞した。1975年、勲四等旭日小綬章受章。1989年、日本芸術院会員。1990年、勲三等瑞宝章受章。
1990年7月15日、急性肺炎のため神奈川県小田原市の病院で死去。戒名は天寿院明誉歌道唯真居士。「日本歌人」は長男・佐重郎が継承。

## 主な著書
- 第1歌集「植物祭」（1930）、靖文社（1947）
- 選集「くれなゐ」ぐろりあ・そさえて（1939）
- 第2歌集「大和」甲鳥書林（1940）
- 合同歌集「新風十人」（共著・1940）
- 第3歌集「白鳳」ぐろりあ・そさえて（1941）
- 第4歌集「天平雲」天理時報社（1942）
- 第5歌集「春の日」臼井書房（1943）
- 第6歌集「頌歌　日本し美し」青木書店（1943）
- 第7歌集「金剛」人文書院（1945）
- 第8歌集「紅梅」臼井書房（1946）
- 肉筆歌集「奈良早春」（1946）
- 評論集「短歌随感」臼井書房（1946）
- 自選歌集「寒夢抄」京都印書館（1947）
- 第9歌集「積日」青磁社（1947）
- 自選歌集「一茎一花」目黒書店（1947）
- 自選「一千歌集」養徳社（1947）
- 自選歌集「饗宴」三興出版部（1948）
- 自選歌集「鳥取抄」（1950）
- 「前川佐美雄歌集」角川文庫（1959）
- 第10歌集「捜神」昭森社（1964）、短歌新聞社文庫（1992）
- 「秀歌十二月」筑摩書房・グリーンベルト新書（1965） 新版1971、講談社学術文庫（2023）
- 「日本の名歌」筑摩書房・グリーンベルト新書（1967）
- 「名歌鑑賞　古典の四季」社会思想社・現代教養文庫（1969）
- 第11歌集「白木黒木」角川書店（1971）
- 「大和六百歌」短歌新聞社（1971）
- 「大和の祭り」朝日新聞社（1974・入江泰吉・山田熊夫と共著）
- 「前川佐美雄歌集」五月書房（1976）
- 「大和まほろばの記」角川選書（1982）

- 歿後刊の歌集「松杉」短歌新聞社（1992）
- 「前川佐美雄全集 第一巻 歌集」小沢書店（1996）[3]
- 「前川佐美雄全集」砂子屋書房（全3巻、2002-2008）- 1・2 短歌、3 散文　
塚本邦雄・山中智惠子・前登志夫・佐佐木幸綱・吉岡治・前川佐重郎監修
- 「前川佐美雄　二十世紀を力強く生き抜いた昭和の大歌人」楠見朋彦解説、笠間書院・コレクション日本歌人選（2018）
- 「前川佐美雄歌集」三枝昻之 編、書肆侃侃房（2023）

### 作詞
- 新庄町町歌（作曲：平井康三郎、1975）

## 評伝
- 小高根二郎『歌の鬼・前川佐美雄』沖積舎<ちゅうせき叢書>、1987年
- 三枝昂之『前川佐美雄』五柳書院、1993年
- 伊藤一彦『前川佐美雄』「鑑賞・現代短歌」本阿弥書店、1993年
- 鳴上善治『絢爛たる翼　前川佐美雄論』沖積舎、1996年